# Miss Internacional 2006
Miss Internacional 2006 fue la 46.ª edición de Miss Internacional, cuya final se llevó a cabo en el Centro de Exhibición de Beijing, en la ciudad de Pekín, China el 11 de noviembre de 2006. Candidatas de 53 países y territorios compitieron por el título. Al final del evento, Precious Lara Quigaman, Miss Internacional 2005, de Filipinas, coronó a Daniela Di Giacomo, de Venezuela, como su sucesora.

## Resultados
| Resultado               | Candidata |
| ----------------------- | --- |
| Miss Internacional 2006 | - Venezuela - Daniela Di Giacomo |
| 1ª Finalista            | - Panamá - Mayte Sánchez González |
| 2ª Finalista            | - Corea del Sur – Jang Yoon-seo |
| Semifinalistas (Top 12) | - China - Chen Qian - Colombia - Karina Guerra Rodríguez - España - Sara Sánchez Torres - Guadalupe - Meryta Melina - India - Sonalli Sehgall - Japón - Mami Sakurai - Puerto Rico - Sharon Gómez - República Dominicana - Wilma Abreu Nazario - Tailandia - Vasana Wongbuntree |

### Premios Especiales
- Mejor Traje Nacional:  Panamá - Mayte Sánchez González
- Miss Amistad:  Hong Kong - Koni Lui
- Miss Fotogénica:  Finlandia - Karoliina Yläjoki 
  Tailandia - Vasana Wongbuntree
- Mejor Cuerpo:  Colombia - Karina Guerra Rodríguez

## Relevancia histórica del Miss Internacional 2006
- Venezuela gana Miss Internacional por quinta vez.
- Panamá obtiene el puesto de Primera Finalista por primera vez.
- Corea obtiene el puesto de Segunda Finalista por segunda vez. La primera vez fue en 1992.
- Colombia, Japón, República Dominicana y Venezuela repiten clasificación a semifinales.
- Japón clasifica por décimo cuarto año consecutivo.
- Colombia clasifica por tercer año consecutivo.
- República Dominicana y Venezuela clasifican por segundo año consecutivo.
- China, España, India y Corea clasificaron por última vez en 2004.
- Tailandia clasificó por última vez en 2003.
- Panamá clasificó por última vez en 1998.
- Puerto Rico clasificó por última vez en 1997.
- Guadalupe clasifica por primera vez a semifinales y obtiene su posición más alta hasta la fecha.
- Francia rompe racha de clasificaciones que mantenía desde 2002.
- De América entraron seis representantes a la ronda de cuartos de final, transformándose este en el continente con más semifinalistas; no obstante, solo Panamá y Venezuela llegaron a la final.
- Ninguna nación de África u Oceanía clasificaron a la ronda de semifinales.

## Candidatas
53 candidatas de todo el mundo participaron en este certamen.
| - Alemania - Hiltja Müller - Aruba - Luizanne "Zenny" Donata - Australia - Karli Smith - Bolivia - Pamela Justiniano Saucedo - Brasil - Maria Cláudia Barreto de Oliveira - Canadá - Emily Ann Kiss - China - Chen Qian - Chipre - Elena Georgiou - Colombia - Karina Guerra Rodríguez - Corea - Jang Yoon-seo - Ecuador - Denisse Elizabeth Rodríguez Quiñónez - Egipto - Elham Wagdi Fadel - Eslovaquia - Dagmar Ivanová - España - Sara Sánchez Torres - Etiopía - Fethiya Mohammed Seid - Filipinas - Denille Lou Valena Valmonte - Finlandia - Karoliina Yläjoki - Francia - Marie-Charlotte Meré - Guadalupe - Meryta Melina - Guatemala - Mirna Lissy Salguero Moscoso - Honduras - Lissa Diana Viera Sáenz - Hong Kong - Koni Lui Wai-Yee - India - Sonali Sehgal - Islas Marianas del Norte - Shequita DeLeon Guerrero Bennett - Japón - Mami Sakurai - Kenia - Rachel Linda Nyameyo - Malasia - Iris Hng Choy Yin | - Martinica - Murielle Desgrelle - México - Alondra del Carmen Robles Dobler - Mongolia - Bolortuya Dagva - Nigeria - Misel Nku - Noruega - Linn Andersen - Nueva Caledonia - Fabienne Pescale Vidoire - Nueva Zelanda - Claire Ann Beattie - Panamá - Mayte Sánchez González - Perú - Lissy Consuelo Miranda Muñoz - Polonia - Marta Jakoniuk - Puerto Rico - Sharon Haydée Gómez Díaz - República Checa - Katerina Pospisilová - República del Congo - Maurielle Nkouka Massamba - República Dominicana - Wilma Abreu Nazario - Rusia - Yelena Vinogradova - Serbia y Montenegro - Danka Dizdarević - Singapur - Genecia Luo Wei Qi - Sri Lanka - Gayesha Perera Wickramarachchige - Sudán - Rebecca Yom Chor - Taiwán - Liu Tzu-Hsuan - Tailandia - Vasana Wongbuntree - Tanzania - Angel Delight Kileo - Turquía - Asena Tugal - Ucrania - Inna Goruk - Venezuela - Daniela Di Giacomo - Vietnam - Vu Ngoc Diep |

### No concretaron su participación
- Bahamas - Sharie Delva
- Estados Unidos - Sara Dee Harrigfeld
- Ghana - Priscilla Amara Marfo
- Grecia - Julia Alexandratou
- Guyana - Kristia Ramlagan
- Israel - Tehila Mor
- Liberia - Bendu Ciapha
- Nepal - Bunita Sunuwar
- Reino Unido - Lucy Avril Evangelista
- Tahití - Salmon Faimano
- Uruguay - María Alejandra Américo Chacón